# Święta Anna Samotrzecia z Knurowa
Święta Anna Samotrzecia z Knurowa – polichromowana rzeźba gotycka anonimowego autora z knurowskiego kościoła św. Wawrzyńca w zbiorach Muzeum Archidiecezjalnego w Katowicach.

## Historia
Rzeźba przedstawiająca św. Annę z Maryją Panną i Dzieciątkiem Jezus, wykonana w drewnie, powstała ok. 1400 roku. Motyw Świętej Anny Samotrzeciej rozwinął się w dobie gotyku pod wpływem literatury apokryficznej i Złotej legendy Jakuba de Voragine. Święta Anna stanowiła wyposażenie drewnianego kościoła św. Wawrzyńca w Knurowie, który w 1926 roku został zamknięty, a w cztery lata później, z inicjatywy dra Tadeusza Dobrowolskiego, przeniesiony do Chorzowa. Wówczas zachowane gotyckie rzeźby Pięknej Madonny i św. Anny Samotrzeciej oddane zostały do tworzonego Muzeum Śląskiego. W przededniu II wojny światowej rzeźba eksponowana była na wystawie muzealnej w gmachu Sejmu Śląskiego w Katowicach.
Niemcy przejęli zbiory muzealne wysłane przez dyrektora Dobrowolskiego w momencie wybuchu wojny koleją do Lublina. Święta Anna Samotrzecia trafiła do Górnośląskiego Muzeum Krajowego w Bytomiu (niem. Oberschlesisches Landesmuseum). Po wojnie rzeźba pozostawała w magazynach, nie była wystawiana przez Muzeum Górnośląskie w Bytomiu. Dzięki muzealnikowi Józefowi Matuszczakowi nie została wpisana do inwentarza muzealnego. W 1980 roku rzeźba przekazana została Muzeum Archidiecezjalnemu w Katowicach. Od 1983 roku prezentowana była na wystawie stałej w gmachu kurii katowickiej. Od 2015 roku Święta Anna znajduje się w depozycie Muzeum Śląskiego i prezentowana jest na wystawie stałej w „Galerii śląskiej sztuki sakralnej”.

## Opis
Figura wysokości 85 cm, szerokości 48 cm wykonana jest w drewnie i polichromowana. W grupie figuralnej dominująca jest postać uśmiechniętej św. Anny z osłoniętą głową. Na jej szacie zachował się ornament stylizowanego słońca jako symbolu łaski. Święta trzyma córkę Marię na prawym przedramieniu, Dziecię Jezus siedzi na jej lewym kolanie. Postać Dzieciątka została wyrzeźbiona w osobnym kawałku drewna. Jest wysunięta ku przodowi. Dół szaty św. Anny układa się w kaskadę fałdów.

## Galeria

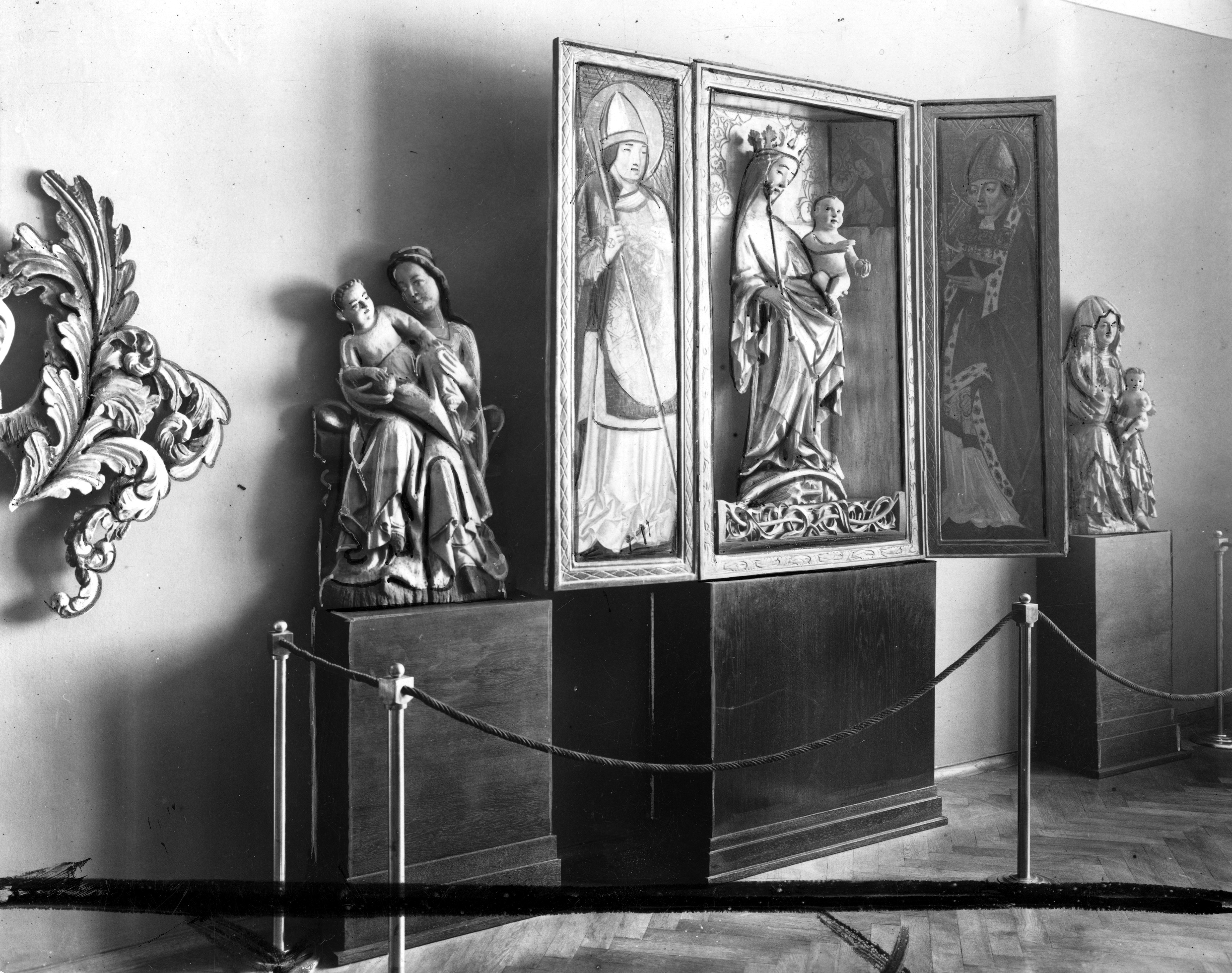
Święta Anna wśród innych eksponatów w Muzeum Śląskim przed 1 września 1939
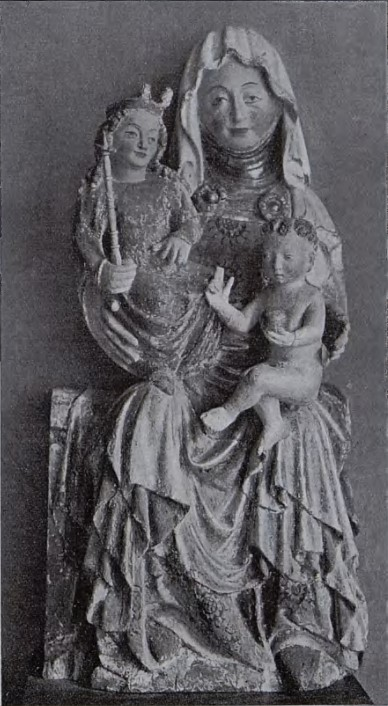
Stan rzeźby w 1937 roku